# Giáo hoàng Lêô IV
Lêô IV (Latinh: Leo IV) là vị giáo hoàng thứ 103 của Giáo hội Công giáo. Ông là người kế nhiệm Giáo hoàng Sergiô II và được giáo hội suy tôn là thánh sau khi qua đời. Theo niên giám tòa thánh năm 1806 thì ông đắc cử Giáo hoàng vào năm 847 và ở ngôi Giáo hoàng trong 3 năm 3 tháng 6 ngày. Niên giám tòa thánh năm 2003 xác định triều đại của ông bắt đầu từ ngày 10 tháng 4 năm 847 và kết thúc vào ngày 17 tháng 7 năm 877 (?).
Giáo hoàng Leo IV sinh tại Rôma và là vị Giáo hoàng đầu tiên đánh dấu các văn kiện chính thức của ông theo niên hiệu triều Giáo hoàng của mình. Ông ban cho dân Venice quyền bầu chọn vị tổng trấn của họ.
Tên của ông gắn liền với công trình được gọi là "Thành Đô Leonine". Năm 848 Đức Giáo hoàng Lêô IV cho xây một trường thành lớn để bảo vệ đền Thánh Phêrô, một công sự bao bọc Vatican. Công sự này được dựng nên để chống lại các cuộc cướp bóc của quân Saracen. Để đánh lùi chúng, một liên hiệp được hình thành bao gồm Amalfi, Gaeta và Naples.
Giống như các vị tiền nhiệm, Đức Lêô IV cũng nhắc với ba anh em: Carôlô Đầu Sói, Lu-y và Lôthariô đòi họ phải duy trì hoà bình và đảm bảo công lý. Chính người đã đội triều thiên cho Lu-y II, con Lôthariô tại Roma, năm 850.
Trong triều đại của mình, đức Lêô IV bảo vệ Rôma chống quân Hồi Giáo.